# Bommanayakanahalli, Nagamangala
Bommanayakanahalli là một làng thuộc tehsil Nagamangala, huyện Mandya, bang Karnataka, Ấn Độ.